# Trioserica alternata
Trioserica alternata är en skalbaggsart som beskrevs av Shuhei Nomura 1974. Trioserica alternata ingår i släktet Trioserica och familjen Melolonthidae. Inga underarter finns listade i Catalogue of Life.